# Democratica (rivista)
Democratica è stata una rivista online edita dal 2017 al 2019 dal Partito Democratico dopo la chiusura del quotidiano l'Unità.

## Storia
Dal 30 giugno 2017 era organo ufficiale del partito, prima con la rivista digitale e successivamente con il blog democratica.com. In seguito all'aggiornamento del giornale, vennero lanciati i due format social TerrazzaPd e Ore9 poi soppressi a distanza di pochi mesi.
Nel luglio 2019, per volere del segretario Nicola Zingaretti la testata cessa le pubblicazioni.
Nell'aprile 2020, viene lanciata la piattaforma Immagina.

## Direttore
- Andrea Romano (dal 30 giugno 2017 al settembre 2019)

## Firme
- Agnese Rapicetta
- Andrea Romano
- Valeria Fedeli
- Matteo Orfini
- Cinzia Ficco
- Danilo Di Matteo
- Luigi Marattin
- Alessio De Giorgi
- Sandro Gozi
- Franco Cibin
- Matteo Renzi
- Federico Lobuono
- Teresa Bellanova
- Arianna Furi
- Mario Lavia
- Elena Bonetti
- Mila Spicola
- Anna Finocchiaro
- Dario Franceschini
- Giuliano da Empoli
- Giovanni Crisanti